# Соарца (Пјаченца)
Соарца је насеље у Италији у округу Пјаченца, региону Емилија-Ромања.
Према процени из 2011. у насељу је живело 197 становника. Насеље се налази на надморској висини од 39 м.